# Lepida (cràter)
Lepida és un cràter amb coordenades planetocèntriques de 21.28 ° de latitud nord i 101.8 ° de longitud est, sobre la superfície de l'asteroide del cinturó principal (4) Vesta. Fa 42.9 km de diàmetre. El nom adoptat com a oficial per la UAI el cinc de febrer de 2014. i fa referència a una verge vestal romana.